# Евлалій (антипапа)
Евлалій (лат. Eulalius; 350, Рим, Стародавній Рим — 423, Непі) — антипапа з грудня 418 року по квітень 419 рік за часів римського імператора Гонорія. Визнав результати синоду, скликаного Гонорієм, внаслідок якого папою було проголошено Боніфація I.